# Ołeksandr Alijew
Ołeksandr Ołeksandrowycz Alijew, ukr. Олександр Олександрович Алієв, ros. Александр Александрович Алиев, Aleksandr Aleksandrowicz Alijew (ur. 3 lutego 1985 w Chabarowsku) – ukraiński piłkarz pochodzenia rosyjskiego (ma rosyjskie i ukraińskie obywatelstwo), grający na pozycji pomocnika, reprezentant Ukrainy, trener piłkarski.

## Kariera piłkarska

### Kariera klubowa
Ołeksandr Alijew urodził się i do 12 roku życia mieszkał w Chabarowsku. Później wraz z rodzicami wyjechał do Kurska, gdzie mieszkała jego babcia. Stąd Ołeksandr trafił najpierw do orłowskiej drużyny piłkarskiej, a później do szkółki piłkarskiej Spartaka Moskwa. Jego grę zauważyli selekcjonerzy Dynama Kijów i w 2000 roku nastolatka „wyciągnęli” od swoich odwiecznych rywali. Tak Alijew został przyjęty do Piłkarskiej Akademii Dynamo 1985, którą kierował znany piłkarz Pawło Jakowenko.
Karierę rozpoczął w 2001 w klubie Borysfen-2 Boryspol, który występował w Druhiej Lidze. W 2002 roku został piłkarzem Dynama Kijów. W stołecznym klubie grał głównie w juniorskiej drużynie Dynamo-2 Kijów. Jest najmłodszym zawodnikiem w składzie Dynama Kijów ery niepodległej Ukrainy – debiutował, kiedy miał 17 lat i 6 miesięcy. Z pierwszą drużyną zdobył dwa mistrzostwa (2003, 2004) i Puchar Ukrainy (2003). Jednak nie mógł na stałe zająć miejsca w podstawowym składzie, często naruszał regulamin i w końcu został przesunięty do drużyny rezerw. Na początku 2006 roku został wypożyczony do Metałurha Zaporoże. Sezon 2006/07 rozpoczął ponownie jako zawodnik Dynama, z którym został mistrzem Ukrainy 2007, ale dopiero od sezonu 2007/08 został podstawowym piłkarzem klubu.
18 grudnia 2009 roku za 7 mln euro przeszedł z Dynama Kijów do Lokomotiwu Moskwa. W moskiewskim zespole spotkał trenera Jurija Siomina, z którym pracował w Dynamie. Po odejściu trenera Jurija Siomina do Dynama Kijów również poprosił klub o powrót do Dynama. Po długich pertraktacjach 2 marca 2011 ponownie został piłkarzem Dynama. 13 lipca 2012 został wypożyczony do Dnipra Dniepropetrowsk. Podczas przerwy zimowej sezonu 2012/13 powrócił do Dynama. 11 stycznia 2014 roku przeszedł do Anży Machaczkała, w którym grał do 22 maja 2014. 31 lipca 2014 przedłużył kontrakt z Anży Machaczkała. Na początku stycznia 2015 za obopólna zgodą kontrakt został anulowany. W kwietniu 2014 został piłkarzem Ruchu Winniki. Podczas przerwy zimowej sezonu 2015/16 powrócił do Kijów, gdzie potem występował w amatorskim zespole Katandzaro. 10 czerwca 2016 podpisał kontrakt z kazachskim FK Taraz. 4 października 2016 za obopólną zgodą kontrakt został anulowany. W 2017 ponownie bronił barw Katandzaro Kijów. W 2018 został piłkarzem Interu Bojarka. Od sierpnia 2018 kontynuował występy w Melioratorze Bucza.

### Kariera reprezentacyjna
Ołeksandr Alijew występował w reprezentacji Ukrainy na juniorskich Mistrzostwach Europy U-19 rozgrywanych w 2004 roku w Szwajcarii, gdzie strzelił bramkę w półfinale, jednak w karnych reprezentacja przegrała Hiszpanii 2:4.
Następnie występował w reprezentacji Ukrainy U-20 na młodzieżowych Mistrzostwach Świata U-20 rozgrywanych w 2005 w Holandii, gdzie z 5 bramkami został jednym z najlepszych strzelców turnieju (z Fernando Llorente) ustępując jedynie Lionelowi Messiemu.
Na młodzieżowych Mistrzostwach Europy U-21 rozgrywanych w 2006 roku w Portugalii jako zawodnik reprezentacji Ukrainy zdobył tytuł wicemistrza Europy.
Po tym sukcesie Alijew zaczął naruszać regulamin, za co trener reprezentacji Ołeksij Mychajłyczenko nie powoływał do reprezentacji młodzieżowej.
Dopiero 6 września 2008 Alijew zadebiutował w reprezentacji Ukrainy, którą wtedy trenował Ołeksij Mychajłyczenko. W drugiej połowie meczu z reprezentacją Białorusi zmienił Maksyma Kaliniczenkę.

## Kariera trenerska
16 marca 2018 został zaprezentowany jako główny trener amatorskiego zespołu FK Chmielnicki, którym kierował do początku czerwca 2018.

## Sukcesy i odznaczenia

### Sukcesy klubowe
- mistrz Ukrainy: 2003, 2004, 2007, 2009
- wicemistrz Ukrainy: 2005, 2008
- zdobywca Pucharu Ukrainy: 2003, 2005, 2007
- zdobywca Superpucharu Ukrainy: 2007, 2009
- zdobywca Pucharu Pierwogo Kanału: 2008

### Sukcesy reprezentacyjne
- wicemistrz Europy U-21: 2006

### Sukcesy indywidualne
- zdobywca Brązowego Buta (5 goli) na młodzieżowych Mistrzostwach Świata U-20 w 2005